# YU grupa (album, 1973)
A Yu grupa a YU grupa 1973-ban megjelent első nagylemeze, melyet a Jugoton adott ki. Katalógusszáma: LPY-S-61028. A hanglemez változat kinyitható borítós.

## Az album dalai

### A oldal
1. Trka (4:34)
2. Noć je moja (5:42)
3. Čovek i Marsovac (3:31)
4. Čudna šuma (3:43)

### B oldal
1. Trenutak sna (4:21)
2. Devojko mala podigni glavu (3:54)
3. Crni leptir (3:52)
4. More (5:40)

## Közreműködők
- Dragi Jelić – gitár, ének
- Žika Jelić – basszusgitár, ének (A "Crni leptir" c. számban)
- Ratislav Đelmaš – dob